# Golpe de Estado na Guiné em 2021

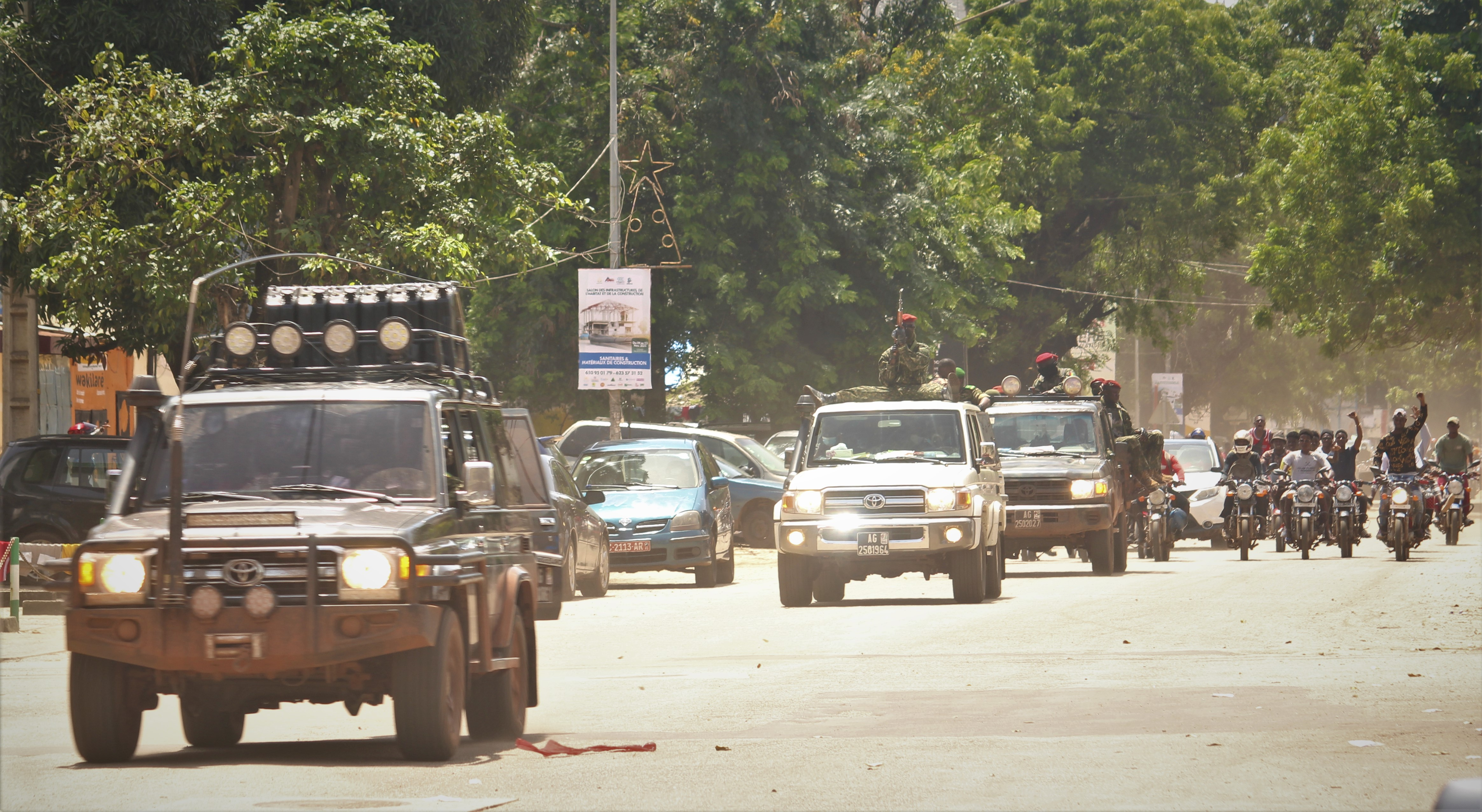
Militares desfilando na cidade de Kaloum, um dia após o golpe.

O golpe de Estado na Guiné em 2021 iniciou-se em 5 de setembro de 2021 quando o presidente da Guiné, Alpha Condé, foi capturado após tiroteios na capital do país. Embora tenha havido um comunicado divulgado no início do dia dizendo que um ataque ao Palácio Presidencial havia sido repelido, uma filmagem que parecia mostrar o presidente sendo detido foi divulgada e compartilhada nas redes sociais. O coronel comandante Mamady Doumbouya do Grupo de Forças Especiais do país liderou o golpe de Estado. Os militares anunciaram que suspenderam a constituição, dissolveram o governo e fecharam todas as fronteiras.

## Eventos

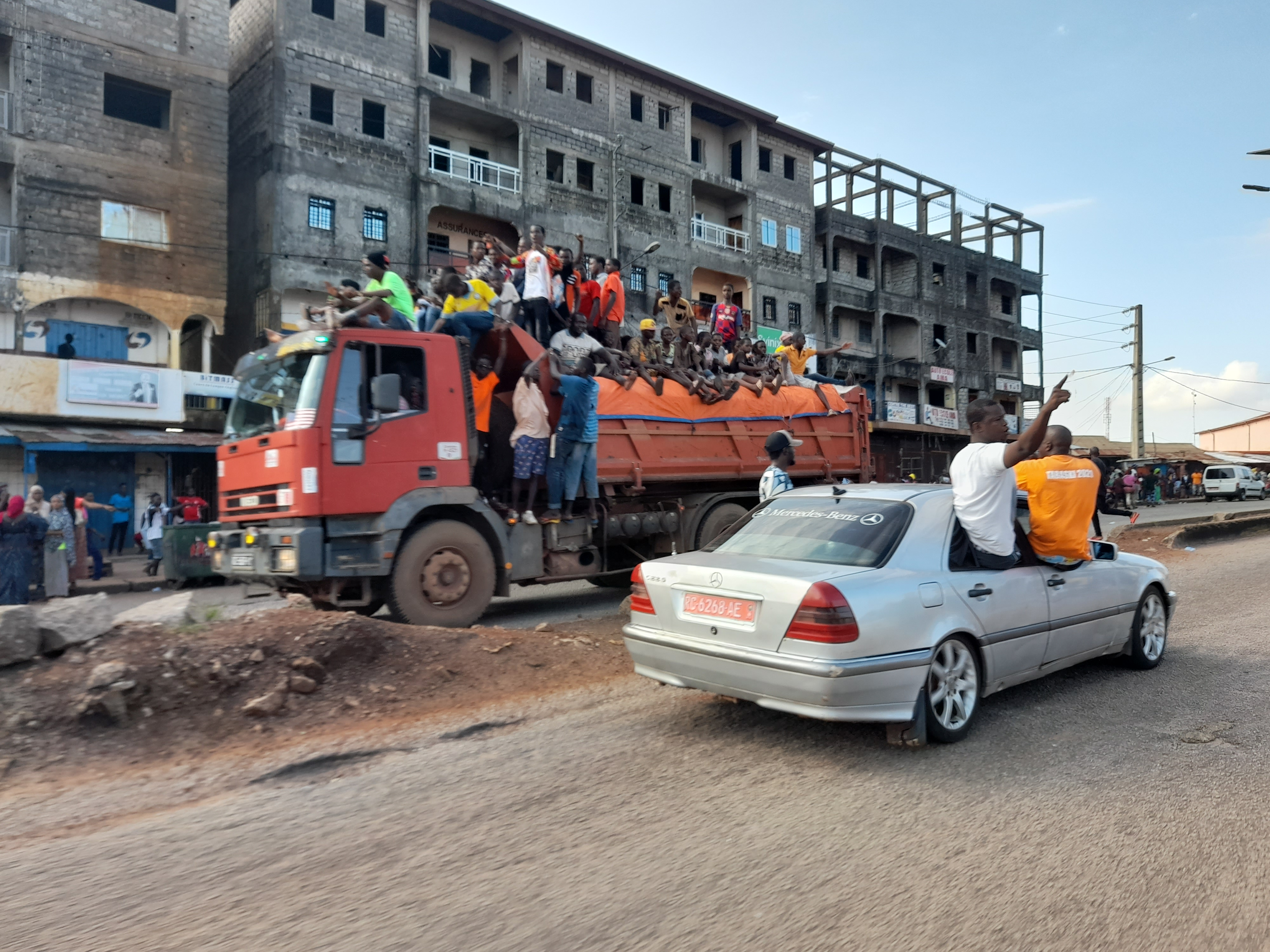
Guineenses apoiando o golpe de Estado num caminhão, 5 de setembro de 2021

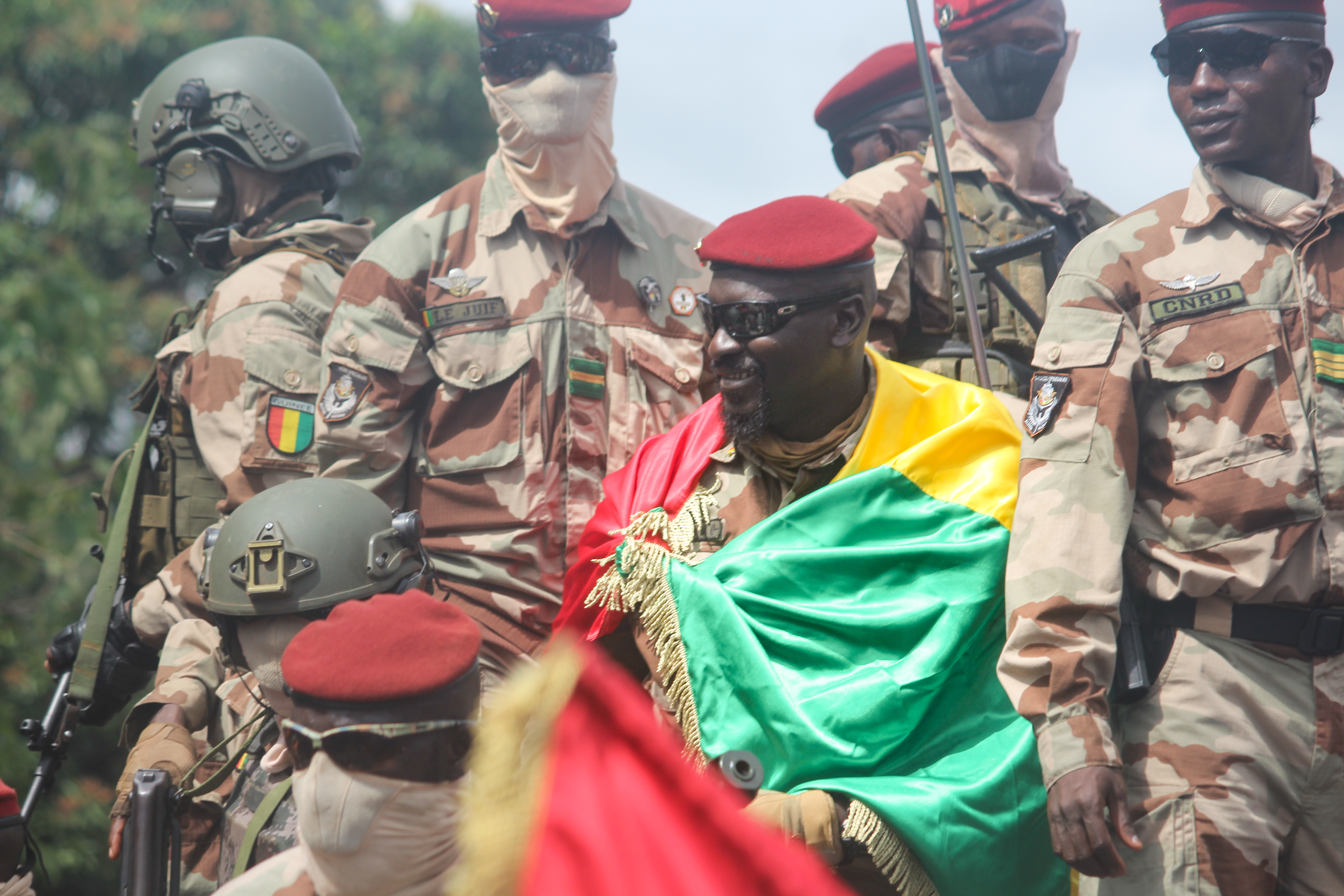
Líder da Junta Coronel Mamady Doumbouya em 2 de outubro de 2021

Um tiroteio começou por volta das 08h00, horário local (GMT), perto do Palácio Presidencial. Testemunhas relataram que os soldados isolaram o bairro de Kaloum, que abriga muitos escritórios governamentais, e que os oficiais disseram às pessoas para ficarem em casa. Enquanto o Ministério da Defesa dizia que o ataque havia sido contido, começaram a surgir fotos de Condé sendo retirado do prédio, e logo depois, vídeos foram postados mostrando o presidente sendo detido por militares guineenses, que foram verificados por um alto funcionário da inteligência europeia. Condé teria sido mantido em detenção militar.
O Coronel Mamady Doumbouya logo emitiu uma transmissão na televisão estatal, Radio Télévision Guinéenne, na qual declarou que o governo e suas instituições foram dissolvidos, a constituição anulada e as fronteiras terrestres e aéreas da Guiné fechadas (mais tarde esclareceu que o país estaria fechado por pelo menos uma semana). Na transmissão, disse que o Comitê Nacional do Reagrupamento para o Desenvolvimento (CNRD) conduziria o país por um período de transição de dezoito meses. Também pediram aos funcionários públicos que voltassem ao trabalho na segunda-feira, 6 de setembro, e ordenaram que o governo comparecesse a uma reunião às 11h do dia 6 de setembro, para que não fossem considerados rebeldes. Doumbouya, um ex-legionário francês que retornou à Guiné em 2018 para assumir o comando do Groupement des forces spéciales (Grupo de Forças Especiais), uma unidade de elite das forças armadas guineenses, teria sido o instigador do golpe.
Depois que o presidente Condé foi deposto, grandes multidões comemoraram a notícia da derrubada na capital e no interior. À noite, os líderes golpistas anunciaram um toque de recolher nacional a partir das 20h. no dia 5 de setembro "até novo aviso", prometendo substituir os chefes das regiões e prefeituras por comissários militares e substituir os ministros por secretários-gerais na manhã seguinte, o que já estaria a acontecer no interior do país. Apesar do toque de recolher, saques de lojas ocorreram no distrito governamental durante a noite. Na noite de 5 de setembro, os líderes golpistas declararam o controle de toda Conakry e das forças armadas do país, e, de acordo com Guinée Matin, os militares controlavam totalmente a administração estatal até 6 de setembro e começaram a substituir a administração civil por congêneres militares.
Na manhã seguinte, os golpistas reuniram os ministros do governo e ordenaram que não deixassem o país e entregassem seus veículos oficiais aos militares, enquanto prometiam consultas "para determinar a direção geral da transição", anunciando que um "governo de unidade" iria conduzir tal transição e prometendo "não fazer uma caça às bruxas" enquanto estivessem no poder (embora as datas de transição não tenham sido fornecidas). Posteriormente, foram detidos e transportados para a unidade militar próxima. O toque de recolher foi suspenso nas comunidades mineiras na mesma manhã, mas permaneceu intacto no restante do país, e a maioria das lojas ainda estava fechada.

## Implicações
Após a notícia do golpe, os preços do alumínio nos mercados mundiais subiram para o valor mais alto em uma década, batendo o recorde estabelecido em 2006 para os mercados chineses em meio a preocupações com o fornecimento de bauxita (a Guiné é um grande produtor de bauxita, a principal fonte de alumínio). Na London Metal Exchange, o alumínio foi negociado por até US$ 2.782 por tonelada.
Uma partida de qualificação para a Copa do Mundo da FIFA entre Guiné e Marrocos marcada para 6 de setembro foi adiada devido ao golpe. A equipe marroquina ficou presa em seu hotel até que pudessem evacuar para um aeroporto local. François Kamano, um atacante que se transferiu para o  Lokomotiv Moscow no mês anterior, também se viu impossibilitado de retornar a Moscou para treinar. O mesmo aconteceu com o meio-campista do Neftchi, Mamadou Kané.